# Jazz-Nekrolog 2012

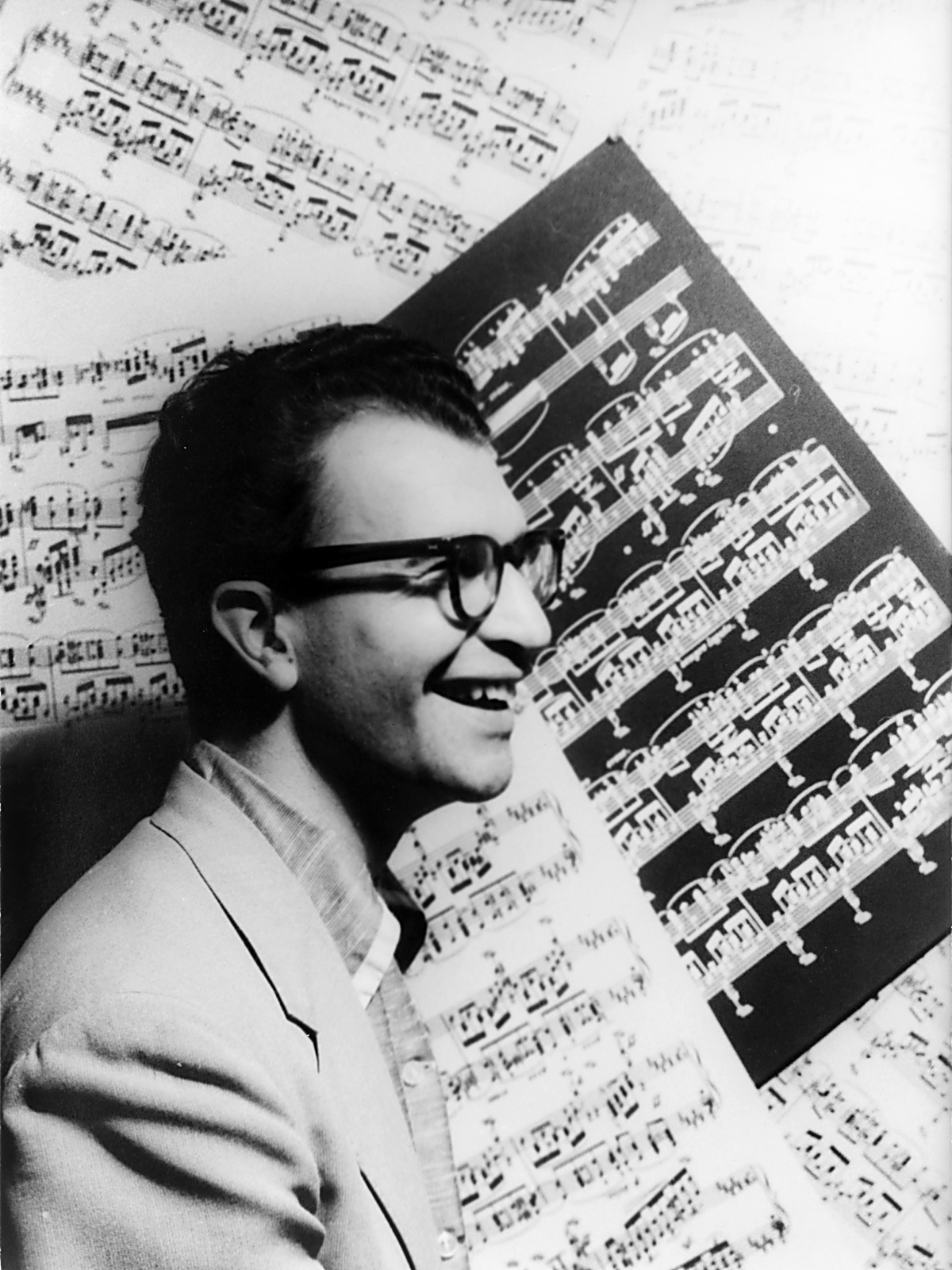
Dave Brubeck
Fotografie von Carl van Vechten
6. Dezember 1920 – 5. Dezember 2012

Nekrolog
◄◄
| ◄
| 2008
| 2009
| 2010
| 2011
| 2012 | 2013 | 2014 | 2015 | 2016 | ► | ►►
Weitere Ereignisse | Allgemeiner Nekrolog 2012
Die Beschreibung der verstorbenen Person sollte so kurz wie möglich gehalten sein und nur deren signifikante Tätigkeit(en) enthalten.
Neue Namen ggf. auch unter dem Geburts- und Sterbedatum, also etwa unter 1. Januar und im Geburts- und Sterbejahr (2024) eintragen (nur bei entsprechender großer Wichtigkeit). Für Beispiele siehe die schon vorhandenen Artikel.
Außerdem über die fünf zuletzt Verstorbenen, zu denen es einen ausreichend guten Artikel für eine Präsentation auf der Hauptseite gibt, nach der todesbedingten Überarbeitung der Artikel ggf. auch unter Wikipedia Diskussion:Hauptseite informieren und sie am besten auch in den anderen Wikipedia-Sprachversionen eintragen. Tipp: Regelmäßig bei news.google.de nach „ist tot“, „gestorben“ oder „verstorben“ suchen.
Wenn eine Person gestorben ist, gibt es viele Seiten zu dieser Person in der Wikipedia, die davon auch betroffen sind und entsprechend aktualisiert werden müssen. Beispiele: Namenübersichtsseite, Geburtsjahr, Geburtsort-Seiten und viele mehr.
Wie finde ich die betroffenen Seiten?
Im Suchfeld auf der linken Seite gibt man den Suchbegriff so ein: „Vorname Nachname“. Dann klickt man auf Volltext und alle Seiten mit entsprechendem Suchtext werden aufgerufen. Hier sieht man dann schnell, wo auch das Todesjahr Sinn macht oder sogar ein Teil des Artikels angepasst werden muss. Auch hilft das „Werkzeug“ auf der linken Seite sehr gut, um solche Seiten aufzufinden: „Links auf diese Seite“. Somit ist die Wikipedia wieder aktuell in allen Bereichen! Hinweis: bei Eintragung der Kategorie „Gestorben JAHR“ wird der Missbrauchsfilter 49 ausgelöst, was jedoch nicht schlimm ist. Siehe: Spezial:Missbrauchsfilter/49

## Januar
| Tag        | Name                              | Herkunft / Beruf                                                  | Alter |
| ---------- | --------------------------------- | ----------------------------------------------------------------- | ----- |
| 1. Januar  | Klaus D. Huber                    | deutscher Schlagzeuger und Kabarettist (Ars Vitalis)              | 62    |
| 1. Januar  | Frank Köllges                     | deutscher Schlagzeuger und Performancekünstler                    | 59    |
| 2. Januar  | Ian Bargh                         | britisch-kanadischer Pianist                                      | 76    |
| 2. Januar  | Gale Hess                         | US-amerikanische Violinistin und Komponistin                      | 56    |
| 3. Januar  | Enrique de Melchor                | spanischer Flamenco-Gitarrist                                     | 61    |
| 3. Januar  | Josef Škvorecký                   | tschechisch-kanadischer Schriftsteller                            | 87    |
| 4. Januar  | Totti Bergh                       | norwegischer Saxophonist                                          | 76    |
| 4. Januar  | Creighton Holley                  | US-amerikanischer Bluesmusiker                                    | 65    |
| 6. Januar  | Billy Bean                        | US-amerikanischer Gitarrist                                       | 78    |
| 6. Januar  | Freddie Deronde                   | belgischer Bassist                                                | 71    |
| 6. Januar  | W. Francis McBeth                 | US-amerikanischer Komponist und Bassist                           | 78    |
| 8. Januar  | Gregorio Hernández Ríos „El Goyo“ | kubanischer Rumba-Tänzer, -Sänger und -Perkussionist              | 75    |
| 8. Januar  | Dave Alexander (Omar Sharriff)    | US-amerikanischer Blues-Musiker                                   | 73    |
| 8. Januar  | Joseph Bennett                    | US-amerikanischer Posaunist                                       | ≈86   |
| 9. Januar  | Ernie Carson                      | US-amerikanischer Kornettist, Pianist und Sänger                  | 74    |
| 9. Januar  | Charles Hooper                    | britischer Schlagzeuger                                           | 69    |
| 12. Januar | Sadao Bekku                       | japanischer Komponist                                             | 89    |
| 13. Januar | Phil Kraus                        | US-amerikanischer Vibraphonist                                    | 93    |
| 13. Januar | Zbigniew Wegehaupt                | polnischer Bassist                                                | 57    |
| 14. Januar | Anthony Maonde                    | sambischer Pianist                                                | 73    |
| 16. Januar | Claude Santiago                   | französischer Dokumentarfilmer                                    | 62    |
| 16. Januar | Jimmy Castor                      | US-amerikanischer Sänger, Saxophonist und Bandleader              | 71    |
| 17. Januar | Helmuth Brandenburg               | deutscher Komponist, Dirigent, Saxophonist und Arrangeur          | 83    |
| 17. Januar | Jimmy Harrison                    | US-amerikanischer Posaunist und Musikpädagoge                     | 83    |
| 17. Januar | Johnny Otis                       | US-amerikanischer Multiinstrumentalist, Songwriter und Bandleader | 90    |
| 20. Januar | Etta James                        | US-amerikanische Sängerin                                         | 73    |
| 20. Januar | John Levy                         | US-amerikanischer Bassist und Produzent                           | 99    |
| 23. Januar | Bob „Housewine“ Roden             | US-amerikanischer Saxophonist                                     | 62    |
| 26. Januar | Clare Fischer                     | US-amerikanischer Pianist, Arrangeur und Komponist                | 83    |
| 27. Januar | Todd Buffa                        | US-amerikanischer Sänger                                          | 59    |
| 27. Januar | Kay Davis                         | US-amerikanische Sängerin                                         | 91    |
| 29. Januar | Dieudonné Nino Malapet            | kongolesischer Saxophonist                                        | 76    |
| 29. Januar | Jimmy „Junebug“ Jackson           | US-amerikanischer Schlagzeuger                                    | 55    |
| 30. Januar | Walter Günthardt                  | Schweizer Pianist                                                 |       |

## Februar
| Tag         | Name                   | Herkunft / Beruf                                                    | Alter |
| ----------- | ---------------------- | ------------------------------------------------------------------- | ----- |
| 1. Februar  | Don Cornelius          | US-amerikanischer Fernsehmoderator und Produzent (Soul Train)       | 75    |
| 1. Februar  | David Peaston          | US-amerikanischer Gospel- und R&B-Sänger                            | 54    |
| 3. Februar  | Nick Tountas           | US-amerikanischer Bassist                                           |       |
| 4. Februar  | Julian Basilico Coco   | curaçaoischer Gitarrist                                             | 89    |
| 4. Februar  | Jamal A. Muhammad      | US-amerikanischer Musikhistoriker und Hörfunkmoderator              |       |
| 5. Februar  | Jef Gilson             | französischer Pianist, Arrangeur, Komponist und Bigband-Leader      | 86    |
| 6. Februar  | Noel Kelehan           | irischer Pianist und Orchesterleiter                                | 76    |
| 7. Februar  | Gloria June Powers     | US-amerikanische Musikveranstalterin und -produzentin               | 66    |
| 8. Februar  | Billy Fayard           | US-amerikanischer R&B-Musiker                                       | 70    |
| 8. Februar  | Frank Jolliffe         | US-amerikanischer Chapman-Stick-Spieler                             | 53    |
| 8. Februar  | Jimmy Sabater          | US-amerikanischer Sänger und Perkussionist                          | 75    |
| 9. Februar  | Gabriel Rondón         | kolumbianischer Gitarrist                                           | 70    |
| 10. Februar | Traubeli Weiss         | deutscher Gitarrist                                                 | 57    |
| 13. Februar | Jodie Christian        | US-amerikanischer Pianist                                           | 80    |
| 13. Februar | „Ice Pick“ Walt Gibson | US-amerikanischer Blues-Musiker                                     | 56    |
| 14. Februar | Dory Previn            | US-amerikanische Sängerin und Komponistin, Ehefrau von André Previn | 86    |
| 15. Februar | Joki Freund            | deutscher Musiker, Komponist und Arrangeur                          | 85    |
| 15. Februar | Shamim Ahmed Khan      | indischer Sitar-Spieler                                             | 74    |
| 16. Februar | Bubi Chen              | indonesischer Pianist                                               | 74    |
| 21. Februar | Andreas Lunnan         | norwegischer Journalist und Musiker                                 | 71    |
| 22. Februar | Mike Melvoin           | US-amerikanischer Pianist und Komponist                             | 74    |
| 23. Februar | John McAndrew          | britischer Trompeter                                                | 74    |
| 24. Februar | Bob Badgley            | US-amerikanischer Bassist                                           | 83    |
| 24. Februar | Andy Cornett           | US-amerikanischer Blues-Musiker                                     | 61    |
| 24. Februar | Bernard Ebbinghouse    | britischer Musiker, Arrangeur und Komponist                         | 84    |
| 24. Februar | Red Holloway           | US-amerikanischer Saxophonist                                       | 84    |
| 24. Februar | Ernest McLean          | US-amerikanischer Gitarrist                                         | 85    |
| 24. Februar | Pery Ribeiro           | brasilianischer Sänger und Schauspieler                             | 74    |
| 24. Februar | Horst Weber            | deutscher Musikproduzent und Labelgründer                           | 78    |
| 25. Februar | Raúl Abzueta           | venezolanischer Gitarrist                                           | 49    |
| 25. Februar | Louisiana Red          | US-amerikanischer Blues-Musiker                                     | 79    |
| 26. Februar | Hazy Osterwald         | Schweizer Musiker                                                   | 90    |
| 27. Februar | Eddie Fritz            | US-amerikanischer Pianist und Bandleader                            | 69    |
| 28. Februar | Frisner Augustin       | haitianischer Schlagzeuger                                          | 63    |
| 29. Februar | Roland Bautista        | US-amerikanischer Gitarrist                                         | 60    |
| 29. Februar | Ann Marie Moss         | kanadische Jazzsängerin und Musikpädagogin                          | 77    |

## März
| Tag      | Name                              | Herkunft / Beruf                                          | Alter |
| -------- | --------------------------------- | --------------------------------------------------------- | ----- |
| 3. März  | Wade Barnes                       | US-amerikanischer Schlagzeuger                            | 57    |
| 3. März  | Lou Colombo                       | US-amerikanischer Trompeter                               | 84    |
| 3. März  | Raymond Court                     | Schweizer Trompeter                                       | 79    |
| 3. März  | Frank Marocco                     | US-amerikanischer Akkordeonist                            | 81    |
| 4. März  | Cocky „Two-Bull“ Tlhotlhalemaje   | südafrikanischer Musiker, Schauspieler und Radiomoderator | 75    |
| 4. März  | Jerome Eisner                     | US-amerikanischer Pianist                                 | 96    |
| 4. März  | Elaine Rodgers Jackson            | US-amerikanische Sängerin                                 | 85    |
| 6. März  | Joe Gene Byrd                     | US-amerikanischer Gitarrist und Bassist                   | 78    |
| 8. März  | Big Walter Price                  | US-amerikanischer Bluesmusiker                            | 97    |
| 9. März  | Benjamín Escoriza                 | spanischer Sänger                                         | 58    |
| 9. März  | Don Ingle                         | US-amerikanischer Posaunist und Journalist                |       |
| 10. März | Daidy Davis-Boyer                 | französische Künstleragentin und Musikproduzentin         | 94    |
| 11. März | Hans G Helms                      | deutscher Schriftsteller, Komponist und Historiker        | 79    |
| 11. März | Leon Spencer                      | US-amerikanischer Pianist und Organist                    | 66    |
| 12. März | Ivan Lane                         | US-amerikanischer Arrangeur und Pianist                   | 97    |
| 13. März | Donald F. Smith                   | US-amerikanischer Promotor und Publizist                  | 74    |
| 14. März | Eddie King                        | US-amerikanischer Bluesmusiker                            | 73    |
| 16. März | Manuel Vásquez Goyoneche ‘Mangüé’ | afro-peruanischer Cajón-Spieler                           |       |
| 16. März | Carol Britto                      | US-amerikanische Pianistin                                |       |
| 18. März | Warren Luening                    | US-amerikanischer Trompeter                               | 70    |
| 21. März | Pete Saberton                     | britischer Pianist und Komponist                          |       |
| 23. März | István Regős                      | ungarischer Pianist, Saxophonist und Komponist            | 65    |
| 23. März | Khalil Shaheed                    | US-amerikanischer Trompeter                               | 63    |
| 25. März | Chuck Workman                     | US-amerikanischer Hörfunkmoderator                        | 79    |
| 26. März | Bill Caldwell                     | US-amerikanischer Saxophonist, Flötist und Klarinettist   | 49    |
| 26. März | Joe Ciavardone                    | US-amerikanischer Posaunist                               | 83    |
| 27. März | John Vernon Bowman                | US-amerikanischer Pianist                                 | 34    |
| 27. März | Reginald „Reggie“ Lewis           | kanadischer Pianist                                       | 98    |
| 28. März | Sonny Igoe                        | US-amerikanischer Schlagzeuger                            | 88    |
| 28. März | Jerry „Boogie“ McCain             | US-amerikanischer Bluesmusiker                            | 81    |
| 28. März | Vinnie Walsh                      | irischer Saxophonist                                      | 82    |
| 30. März | Dita von Szadkowski               | deutsche Musikjournalistin und Autorin                    | ≈83   |

## April
| Tag       | Name               | Herkunft / Beruf                                                                                  | Alter |
| --------- | ------------------ | ------------------------------------------------------------------------------------------------- | ----- |
| 2. April  | Antoine Moundanda  | angolanischer Musiker                                                                             | 84    |
| 3. April  | Ralph Ferraro      | US-amerikanischer Schlagzeuger, Komponist und Arrangeur                                           | 82    |
| 5. April  | Gil Noble          | US-amerikanischer Journalist                                                                      | 80    |
| 5. April  | Patoum             | französischer Schlagzeuger und Sänger                                                             | 100   |
| 6. April  | John McGann        | US-amerikanischer Mandolinenspieler und Musikpädagoge                                             |       |
| 7. April  | Silas Hubbard Jr.  | US-amerikanischer Bluesmusiker                                                                    | 73    |
| 9. April  | Derryl Faber Goes  | US-amerikanischer Schlagzeuger und Musikpädagoge                                                  | 82    |
| 9. April  | Phoebe Jacobs      | US-amerikanische Publizistin und Mitbegründerin der Louis Armstrong Educational Foundation (LAEF) | 93    |
| 9. April  | Tony Marsh         | britischer Schlagzeuger                                                                           |       |
| 9. April  | Ueli Staub         | Schweizer Journalist, Fotograf und Vibraphonist                                                   | 78    |
| 10. April | Barbara Buchholz   | deutsche Theremin-Spielerin                                                                       | 52    |
| 11. April | Hal McKusick       | US-amerikanischer Saxophonist                                                                     | 87    |
| 11. April | George Mesterhazy  | US-amerikanischer Pianist und Arrangeur                                                           | 58    |
| 12. April | Rodgers Lee Grant  | US-amerikanischer Pianist                                                                         | 76    |
| 12. April | Andrew Love        | US-amerikanischer Soul- und R&B-Saxophonist                                                       | 70    |
| 13. April | Art Jenkins        | US-amerikanischer Sänger, Liedtexter, Komponist und Perkussionist                                 | 78    |
| 14. April | Norman Forsythe    | US-amerikanischer Kopist und Fagottist                                                            | 77    |
| 16. April | Teddy Charles      | US-amerikanischer Vibraphonist und Komponist                                                      | 84    |
| 18. April | Noël Ekwabi        | kamerunischer Bassist                                                                             | 51    |
| 18. April | Chris Giles        | US-amerikanischer Bassist                                                                         | 55    |
| 20. April | Ayten Alpman       | türkische Sängerin                                                                                | 82    |
| 20. April | Duke Dawson        | US-amerikanischer Bluesmusiker                                                                    | 82    |
| 20. April | Virgil Jones       | US-amerikanischer Trompeter                                                                       | 72    |
| 20. April | Bert Weedon        | britischer Gitarrist                                                                              | 91    |
| 21. April | Joe Muranyi        | US-amerikanischer Produzent, Klarinettist und Saxophonist                                         | 84    |
| 22. April | Pops Carter        | US-amerikanischer Bluesmusiker                                                                    | 92    |
| 22. April | George Watts       | britischer Saxophonist                                                                            | 82    |
| 24. April | Ubaldo de Lío      | argentinischer Tango-Gitarrist                                                                    | 83    |
| 24. April | Joan Peyser        | US-amerikanische Musikhistorikerin                                                                | 80    |
| 25. April | Bill Beyea         | US-amerikanischer Saxophonist und Klarinettist                                                    | 79    |
| 27. April | Jackie Kelso       | US-amerikanischer Saxophonist, Flötist und Klarinettist                                           | 90    |
| 28. April | Tommy Newsom       | US-amerikanischer Saxophonist                                                                     | 72    |
| 30. April | Rob van den Broeck | niederländischer Pianist und Maler                                                                | 71    |

## Mai
| Tag     | Name                    | Herkunft / Beruf                                                   | Alter |
| ------- | ----------------------- | ------------------------------------------------------------------ | ----- |
| 1. Mai  | Muddy Fraser            | kanadischer Bluesmusiker                                           | 62    |
| 3. Mai  | Lloyd Brevett           | jamaikanischer Ska-Bassist (The Skatalites)                        | 80    |
| 3. Mai  | Mitzi Scott             | US-amerikanische Unternehmerin und Witwe von Raymond Scott         | 93    |
| 4. Mai  | Elliot Fine             | US-amerikanischer Schlagzeuger                                     | 86    |
| 4. Mai  | Mort Lindsay            | US-amerikanischer Bandleader und Komponist                         | 89    |
| 5. Mai  | Frederick J. Brown      | US-amerikanischer Künstler                                         | 67    |
| 5. Mai  | Sweet Joe Russell       | US-amerikanischer R&B-Musiker                                      | 72    |
| 6. Mai  | Michael Burks           | US-amerikanischer Bluesmusiker                                     | 54    |
| 7. Mai  | Tatjana Iwanowna Bojewa | ukrainische Sängerin                                               | 60    |
| 7. Mai  | Sergio Mihanovich       | argentinischer Pianist; Sänger und Komponist                       | 74    |
| 8. Mai  | Frank Parr              | britischer Posaunist                                               | 83    |
| 9. Mai  | Seydina Insa Wade       | senegalesischer Sänger und Gitarrist                               | 64    |
| 10. Mai | Bernardo Sassetti       | portugiesischer Pianist und Komponist                              | 41    |
| 11. Mai | Roland Shaw             | britischer Arrangeur                                               | 91    |
| 13. Mai | Donald „Duck“ Dunn      | US-amerikanischer Bassist                                          | 70    |
| 16. Mai | Chuck Brown             | US-amerikanischer Funk-Musiker                                     | 75    |
| 17. Mai | Nobuyuki Morikawa       | japanischer Saxophonist                                            | 79    |
| 17. Mai | Warda al-Dschaza'iriya  | algerische Sängerin                                                | 72    |
| 17. Mai | Don Wilson              | US-amerikanischer Musiker                                          | 76    |
| 19. Mai | Ladislav Simon          | tschechischer Komponist und Arrangeur                              | 81    |
| 19. Mai | Ray Torres              | US-amerikanischer R&B-Schlagzeuger                                 | 68    |
| 20. Mai | Howie Richmond          | US-amerikanischer Musikverleger                                    | 94    |
| 20. Mai | Carrie Smith            | US-amerikanische Sängerin                                          | 70    |
| 21. Mai | Jerry Dorn              | US-amerikanischer Posaunist                                        | 90    |
| 22. Mai | Juanita Boisseau        | US-amerikanische Tänzerin                                          | 100   |
| 22. Mai | Janet Carroll           | US-amerikanische Sängerin und Schauspielerin                       | 71    |
| 22. Mai | Emmett McBain           | US-amerikanischer Grafikdesigner                                   | 77    |
| 23. Mai | Gérard Conte            | französischer Autor (Jazz Hot)                                     | 81    |
| 23. Mai | Hal Jackson             | US-amerikanischer Rundfunkmoderator                                | 96    |
| 23. Mai | Guy Konkèt              | französischer Sänger                                               | ≈66   |
| 25. Mai | Walter Malli            | österreichischer Künstler und Musiker (Masters of Unorthodox Jazz) | 71    |
| 29. Mai | Jerry Krantz            | US-amerikanischer Clubbesitzer (El Chapultepec)                    | 77    |
| 30. Mai | Pete Cosey              | US-amerikanischer Gitarrist                                        | 68    |
| 31. Mai | Horacio „Chivo“ Borraro | argentinischer Saxofonist                                          | 90    |
| 31. Mai | Nelson Jacobina         | brasilianischer Komponist und Multiinstrumentalist                 | 58    |

## Juni
| Tag      | Name                         | Herkunft / Beruf                                                      | Alter |
| -------- | ---------------------------- | --------------------------------------------------------------------- | ----- |
| 1. Juni  | Faruq Z. Bey                 | US-amerikanischer Saxophonist, Flötist und Lyriker                    | 70    |
| 2. Juni  | Vinnie Johnson               | US-amerikanischer Schlagzeuger                                        | ≈75   |
| 2. Juni  | Pete Kennedy                 | britischer Klarinettist                                               | 82    |
| 3. Juni  | Andy Hamilton                | jamaikanisch-britischer Saxophonist                                   | 94    |
| 4. Juni  | James Van Buren              | US-amerikanischer Sänger                                              | 77    |
| 4. Juni  | Steve Ben Israel             | US-amerikanischer Schauspieler und Mitglied des Living Theatre        | 74    |
| 4. Juni  | Herb Reed                    | US-amerikanischer Doo-Wop-Sänger (The Platters)                       | 83    |
| 4. Juni  | Jeff Sweet                   | US-amerikanischer Pianist                                             | 58    |
| 5. Juni  | Lou Pride                    | US-amerikanischer Soul- und Blues-Sänger                              | 68    |
| 6. Juni  | Joe Stenton                  | britischer Musiker                                                    | 82    |
| 6. Juni  | Larry Unthank                | US-amerikanischer Saxophonist                                         | 60    |
| 7. Juni  | Reg Quantrill                | britischer Musiker und Gründungsmitglied von The Wurzels              | 77    |
| 7. Juni  | Nabil Totah                  | US-amerikanischer Bassist                                             | 82    |
| 7. Juni  | Christiane Weber             | deutsche Sängerin, Musikkabarettistin und Texterin                    | 36    |
| 9. Juni  | Abram Wilson                 | US-amerikanischer Trompeter und Sänger                                | 38    |
| 12. Juni | Adrián Otero                 | argentinischer Sänger                                                 | 53    |
| 13. Juni | Graeme Bell                  | australischer Pianist, Komponist und Bandleader                       | 97    |
| 13. Juni | Monika Trotz                 | österreichische Sängerin und Komponistin                              | 47    |
| 14. Juni | Marjorie Hyams               | US-amerikanische Vibraphonistin, Pianistin und Arrangeurin            | 91    |
| 15. Juni | Doug Cole                    | kanadischer Clubbesitzer (George’s Spaghetti House)                   | 87    |
| 15. Juni | Rune Gustafsson              | schwedischer Gitarrist                                                | 78    |
| 15. Juni | Richard Pedraza              | kubanisch-honduranischer Musikhistoriker                              | 84    |
| 19. Juni | Gerry Bron                   | britischer Musikproduzent (Colosseum)                                 | 79    |
| 19. Juni | Tale Ognenovski              | mazedonischer Klarinettist und Komponist                              | 90    |
| 21. Juni | Richard Adler                | US-amerikanischer Musical-Komponist und Liedtexter                    | 90    |
| 21. Juni | Günther „Papa Jazz“ Blaschke | deutscher Impresario                                                  | 80    |
| 21. Juni | Robert Moore                 | US-amerikanischer R&B-Sänger                                          | 68    |
| 21. Juni | Sune Spångberg               | schwedischer Schlagzeuger                                             | 82    |
| 22. Juni | Jean-François Boillat        | Schweizer Pianist                                                     | 72    |
| 22. Juni | Eddie Jenkins                | US-amerikanischer Schlagzeuger                                        | ≈94   |
| 22. Juni | Curtis Moses                 | US-amerikanischer Jazzclub-Betreiber (Partners Jazz and Blues Lounge) | 43    |
| 24. Juni | Hal Serra                    | US-amerikanischer Pianist und Arrangeur                               | 84    |
| 25. Juni | John Scott Henderson         | US-amerikanischer Gitarrist und Musikpädagoge                         | 53    |
| 26. Juni | Chuck Austin                 | US-amerikanischer Trompeter                                           | 84    |
| 30. Juni | Pentti Ahola                 | finnischer Pianist                                                    | 83    |
| 30. Juni | Yomo Toro                    | puerto-ricanischer Cuatro-Spieler                                     | 78    |

## Juli
| Tag         | Name                  | Herkunft / Beruf                                                      | Alter |
| ----------- | --------------------- | --------------------------------------------------------------------- | ----- |
| 1. Juli     | Rafik Katschanow      | russischer Schauspieler und Trompeter                                 | 55    |
| 1. Juli     | Fritz Pauer           | österreichischer Pianist, Bandleader und Komponist                    | 68    |
| 4. Juli (?) | Larance Marable       | US-amerikanischer Schlagzeuger                                        | 83    |
| 5. Juli     | Ben Kynard            | US-amerikanischer Saxophonist                                         | 92    |
| 6. Juli     | Burrell Gluskin       | US-amerikanischer Pianist und Komponist                               | 85    |
| 6. Juli     | Rob Pronk             | niederländischer Bandleader, Arrangeur, Pianist und Komponist         | 84    |
| 7. Juli     | José Roberto Bertrami | brasilianischer Keyboarder und Leiter von Azymuth                     | 66    |
| 7. Juli     | Alf Pearson           | britischer Sänger                                                     | 102   |
| 7. Juli     | Paul Ponnudorai       | malaysischer Gitarrist und Sänger                                     | 51    |
| 8. Juli     | Lionel Batiste        | US-amerikanischer Basstrommler und Sänger                             | 80    |
| 9. Juli     | Lol Coxhill           | britischer Saxophonist                                                | 79    |
| 9. Juli     | Edwin Duff            | australischer Sänger                                                  | 84    |
| 9. Juli     | Ned Mahoney           | US-amerikanischer Kornettist                                          | 100   |
| 10. Juli    | Marie Ellington       | US-amerikanische Sängerin (auch Witwe von Nat King Cole)              | 89    |
| 10. Januar  | Eddy Jegge            | Schweizer Trompeter und Musikredakteur                                | 79    |
| 12. Juli    | Takayoshi Matsunaga   | japanischer Dub- und Fusion-Musiker                                   | 54    |
| 13. Juli    | Bucky Adams           | kanadischer Saxophonist                                               | 75    |
| 13. Juli    | Harry Betts           | US-amerikanischer Komponist und Posaunist                             | 89    |
| 13. Juli    | Maurice Davis         | US-amerikanischer Trompeter                                           | 71    |
| 14. Juli    | Victor Gaskin         | US-amerikanischer Bassist                                             | 77    |
| 16. Juli    | Bob Babbitt           | US-amerikanischer Bassist                                             | 74    |
| 16. Juli    | Ed Lincoln            | brasilianischer Bassist, Organist, Komponist und Arrangeur            | 80    |
| 17. Juli    | Jody Sandhaus         | US-amerikanische Sängerin                                             | 47    |
| 17. Juli    | İlhan Mimaroğlu       | türkischer Komponist, Jazzautor und Musikproduzent (Atlantic Records) | 86    |
| 19. Juli    | Carlos Hayre          | peruanischer Gitarrist                                                | 80    |
| 19. Juli    | Tam Mott              | US-amerikanischer Posaunist                                           | 83    |
| 20. Juli    | Buddy Ross            | US-amerikanischer Bassist, Pianist und Arrangeur                      | 90    |
| 22. Juli    | Jimmie Jones          | US-amerikanischer Musikkritiker                                       | 87    |
| 23. Juli    | Rolf Dahlgren         | schwedischer Musikkritiker                                            | ≈92   |
| 24. Juli    | Sherman Hemsley       | US-amerikanischer Schauspieler und Keyboarder                         | 74    |
| 24. Juli    | Big Walter Smith      | US-amerikanischer Bluesmusiker                                        | ≈82   |
| 26. Juli    | Don Bagley            | US-amerikanischer Bassist und Filmkomponist                           | 85    |
| 27. Juli    | Tony Martin           | US-amerikanischer Sänger und Schauspieler                             | 98    |
| 29. Juli    | Osvaldo Fattoruso     | uruguayischer Schlagzeuger                                            | 64    |
| 30. Juli    | Ken Revell            | US-amerikanischer Saxophonist und Musikpädagoge                       | 84    |

## August
| Tag          | Name                    | Herkunft / Beruf                                                  | Alter |
| ------------ | ----------------------- | ----------------------------------------------------------------- | ----- |
| 2. August    | Delois Barrett Campbell | US-amerikanische Sängerin                                         | 85    |
| 2. August    | Tomasz Szukalski        | polnischer Saxophonist und Komponist                              | 65    |
| 3. August    | Severino Araújo         | brasilianischer Musiker und Komponist                             | 95    |
| 4. August    | Johnnie Bassett         | US-amerikanischer Bluesgitarrist, Sänger und Songwriter           | 76    |
| 5. August    | Martin E. Segal         | US-amerikanischer Unternehmer und Vorsitzender des Lincoln Center | 96    |
| 6. August    | Marvin Hamlisch         | US-amerikanischer Komponist                                       | 68    |
| 8. August    | Magro Waghabi           | brasilianischer MPB-Musiker                                       | 68    |
| 9. August    | Carl Davis              | US-amerikanischer Musikproduzent (OKeh Records)                   | 77    |
| 11. August   | Yves Bleton             | französischer Musikveranstalter                                   |       |
| 11. August   | Ed Doemland             | US-amerikanischer Komponist, Organist und Pianist                 | 74    |
| 11. August   | Von Freeman             | US-amerikanischer Saxophonist                                     | 88    |
| 14. August   | Annie Kuebler           | US-amerikanische Jazzforscherin und Archivarin                    | 61    |
| 15. August   | Bill Tillman            | US-amerikanischer Saxophonist (Blood, Sweat & Tears)              | 65    |
| 17. August   | Robert Kretzschmar      | deutscher Saxophonist                                             | 50    |
| 18. August   | Willie George           | US-amerikanischer Saxophonist                                     | 92    |
| 19. August   | Shimrit Shoshan         | israelische Pianistin                                             | 29    |
| 20. August   | „Uptown“ Janice Brown   | US-amerikanische Sängerin                                         | 55    |
| 20. August   | Ben Tinker              | US-amerikanischer Sänger und Gitarrist                            | 68    |
| 21. August   | Flavio Ambrosetti       | Schweizer Saxophonist und Maschinenfabrikant                      | 92    |
| 23. August ? | Tom Bruno               | US-amerikanischer Schlagzeuger                                    |       |
| 23. August   | Charles Flores          | kubanischer Bassist                                               | 41    |
| 23. August   | Byard Lancaster         | US-amerikanischer Multiinstrumentalist                            | 70    |
| 26. August   | Jerry Gordon            | US-amerikanischer Gitarrist                                       | 58    |
| 28. August   | Jerry Heath             | kanadischer Posaunist                                             | 77    |
| 30. August   | Frank Pantrini          | schottischer Saxophonist                                          | 83    |

## September
| Tag            | Name                       | Herkunft / Beruf                                                | Alter |
| -------------- | -------------------------- | --------------------------------------------------------------- | ----- |
| 1. September   | Sean Bergin                | südafrikanischer Saxophonist und Flötist                        | 64    |
| 1. September   | Georges Delagaye           | belgischer Posaunist                                            | 75    |
| 2. September   | Sjef Hoefsmit              | niederländischer Jazzforscher                                   |       |
| 2. September   | John C. Marshall           | britischer Gitarrist, Sänger und Songwriter                     | 71    |
| 2. September   | Alex Merck                 | deutscher Fusionmusiker und Jazzproduzent                       | 56    |
| 3. September   | Jean Fanis                 | belgischer Pianist                                              | ≈87   |
| 4. September   | Lala Kovačev               | jugoslawischer bzw. serbischer Perkussionist                    | 72    |
| 7. September ? | Xavier Brocker             | französischer Musikveranstalter (Nancy Jazz Pulsations)         | 73    |
| 8. September   | John China                 | britischer Pianist                                              |       |
| 9. September   | Geoff Chapman              | kanadischer Jazzkritiker                                        | 73    |
| 9. September   | Günter Discher             | Deutscher Jazzhistoriker und -DJ                                | 87    |
| 9. September   | Leroy Wofford              | US-amerikanischer Sänger                                        |       |
| 10. September  | Steven Springer            | US-amerikanischer Gitarrist                                     | 60    |
| 11. September  | Tony Goldman               | US-amerikanischer Clubbesitzer (Greene Street Café)             | 68    |
| 13. September  | Obo Addy                   | ghanaischer Schlagzeuger                                        | 76    |
| 14. September  | Rebecca Dorsey             | US-amerikanische Sängerin                                       | 54    |
| 14. September  | Willis Kelly               | US-amerikanischer Trompeter                                     | 102   |
| 15. September  | James „Sugar Boy“ Crawford | US-amerikanischer R&B-Sänger und Songwriter                     | 77    |
| 15. September  | Pucho López                | kubanischer Pianist, Komponist, Arrangeur und Produzent         | 55    |
| 15. September  | Julius Pischl              | deutscher Konzertveranstalter                                   | 57    |
| 18. September  | Doudou Chancy              | haitianischer Saxophonist                                       | 53    |
| 19. September  | Mat Domber                 | US-amerikanischer Produzent und Mitbegründer von Arbors Records | 84    |
| 20. September  | Jimmy Walter               | französischer Pianist, Arrangeur und Komponist                  | 82    |
| 21. September  | José Curbelo               | US-amerikanischer Pianist und Bandleader                        | 95    |
| 21. September  | Harold Lindsey             | US-amerikanischer Saxophonist                                   | 84    |
| 21. September  | Patrick Saussois           | französischer Gitarrist                                         | 58    |
| 23. September  | Manny Fox                  | US-amerikanischer Musikproduzent                                | 77    |
| 24. September  | Peter Cork                 | britischer Komponist                                            | 85    |
| 25. September  | Achim Hebgen               | deutscher Hörfunkjournalist                                     | 69    |
| 25. September  | Andy Williams              | US-amerikanischer Sänger                                        | 85    |
| 25. September  | Billy Barnes               | US-amerikanischer Komponist und Liedtexter                      | 85    |
| 27. September  | Uldis Stabulnieks          | litauischer Pianist und Sänger                                  | 66    |
| 27. September  | Frank Wilson               | US-amerikanischer Sänger und Mitbegründer von Motown Records    | 71    |
| 28. September  | Eddie Bert                 | US-amerikanischer Posaunist                                     | 90    |
| 28. September  | Jacky June                 | belgischer Musiker und Bandleader                               | 88    |

## Oktober
| Tag         | Name                   | Herkunft / Beruf                                                                                             | Alter |
| ----------- | ---------------------- | --- | ----- |
| 1. Oktober  | Eric Hobsbawm          | britischer Historiker und Jazzkritiker                                                                       | 95    |
| 1. Oktober  | Heinrich Schultz       | estnischer Musikveranstalter                                                                                 | 88    |
| 2. Oktober  | Jean-Pierre Moussaron  | französischer Hochschullehrer und Autor                                                                      | 74    |
| 2. Oktober  | Vince Wallace          | US-amerikanischer Saxophonist                                                                                | 73    |
| 3. Oktober  | Jacky Samson           | französischer Bassist                                                                                        | 72    |
| 5. Oktober  | Yozo Iwanami           | japanischer Musikkritiker                                                                                    | ≈79   |
| 7. Oktober  | Wiley Reed             | australischer Bluesmusiker                                                                                   | 68    |
| 8. Oktober  | John Tchicai           | dänischer Jazz-Musiker                                                                                       | 76    |
| 9. Oktober  | Eddie Harvey           | britischer Posaunist, Pianist, Arrangeur und Musikpädagoge                                                   | 86    |
| 10. Oktober | Bill Brimfield         | US-amerikanischer Trompeter                                                                                  | 74    |
| 11. Oktober | Erik Moseholm          | dänischer Bassist und Komponist                                                                              | 82    |
| 12. Oktober | Neil Leonard           | US-amerikanischer Hochschullehrer und Jazzhistoriker                                                         | 84    |
| 12. Oktober | Alan Grant             | US-amerikanischer Rundfunkmoderator und Musikproduzent                                                       | 92    |
| 15. Oktober | Paul Biste             | deutscher Musiker. Komponist und Arrangeur                                                                   | 87    |
| 15. Oktober | Norodom Sihanouk       | König und Jazzpianist                                                                                        | 89    |
| 16. Oktober | Bob Dartsch            | belgischer Schlagzeuger                                                                                      | 68    |
| 16. Oktober | Isaac „Dickie“ Freeman | US-amerikanischer Gospelsänger                                                                               | 84    |
| 17. Oktober | Jean-François Canape   | französischer Trompeter                                                                                      | 66    |
| 18. Oktober | Borah Bergman          | US-amerikanischer Pianist                                                                                    | 78    |
| 18. Oktober | David S. Ware          | US-amerikanischer Saxophonist                                                                                | 62    |
| 19. Oktober | Joan Saura             | spanischer Tasteninstrumentalist, Komponist, Pionier der katalanischen Improvisations- und Experimentalmusik | 58    |
| 21. Oktober | Lee Armentrout         | US-amerikanischer Posaunist, Kopist und Arrangeur                                                            | 103   |
| 23. Oktober | Nina Bundy             | US-amerikanische Sängerin                                                                                    |       |
| 23. Oktober | Dom Cerulli            | US-amerikanischer Autor und Musikproduzent                                                                   | 85    |
| 26. Oktober | Félix del Rosario      | dominikanischer Saxophonist und Bandleader                                                                   | 78    |
| 27. Oktober | Joe Cinderella         | US-amerikanischer Gitarrist                                                                                  | 85    |
| 28. Oktober | Terry Callier          | US-amerikanischer Gitarrist und Sänger                                                                       | 67    |
| 29. Oktober | Bruce Davis            | US-amerikanischer Posaunist                                                                                  | 91    |
| 31. Oktober | Jacques Diéval         | französischer Pianist                                                                                        | 91    |

## November
| Tag          | Name                  | Herkunft / Beruf                                                               | Alter |
| ------------ | --------------------- | ------------------------------------------------------------------------------ | ----- |
| 2. November  | Ray Pitts             | US-amerikanischer Saxophonist, Komponist und Arrangeur                         | 80    |
| 3. November  | Bernie Tyrell         | britischer Schlagzeuger                                                        | ≈82   |
| 4. November  | Ted Curson            | US-amerikanischer Trompeter                                                    | 77    |
| 6. November  | Stuart Curtis         | US-amerikanischer Saxophonist                                                  | 58    |
| 8. November  | Ian Pearce            | australischer Pianist                                                          | 90    |
| 9. November  | Erwin „Whitey“ Thomas | US-amerikanischer Trompeter                                                    | 92    |
| 12. November | Bob French            | US-amerikanischer Schlagzeuger und Radiomoderator                              | 74    |
| 14. November | Bo Grønningsæter      | norwegischer Konzertveranstalter                                               | 61    |
| 15. November | Maxim Saury           | französischer Klarinettist, Arrangeur und Bandleader                           | 84    |
| 15. November | Frode Thingnæs        | norwegischer Posaunist, Bandleader und Komponist                               | 72    |
| 18. November | Stan Greig            | britischer Pianist, Schlagzeuger und Bandleader                                | 82    |
| 19. November | Pete LaRoca           | US-amerikanischer Schlagzeuger                                                 | 74    |
| 21. November | Austin Peralta        | US-amerikanischer Pianist                                                      | 22    |
| 21. November | John Signorelli       | US-amerikanischer Saxophonist                                                  | 89    |
| 22. November | David Allyn           | US-amerikanischer Sänger                                                       | 89    |
| 22. November | Bruce Morley          | neuseeländischer Schlagzeuger                                                  |       |
| 24. November | Howard Coleman        | US-amerikanischer Nachtclubbesitzer (Green Pastures)                           | 87    |
| 25. November | Juan Carlos Calderón  | spanischer Pianist, Komponist und Produzent                                    | 74    |
| 25. November | Simeon ten Holt       | niederländischer Komponist                                                     | 89    |
| 27. November | Mickey Baker          | US-amerikanischer Gitarrist                                                    | 87    |
| 28. November | Basil Hunter          | britischer Pianist, Vibraphonist und Komponist Nachruf in Legacy               | 94    |
| 30. November | Kélétigui Diabaté     | malischer Balafonspieler                                                       | 81    |
| 30. November | Alvy West             | US-amerikanischer Saxophonist, Komponist, Arrangeur and Bandleader variety.com | 97    |

## Dezember
| Tag           | Name                                   | Herkunft / Beruf                                          | Alter |
| ------------- | -------------------------------------- | --------------------------------------------------------- | ----- |
| 3. Dezember   | Cecilia McGuinn Smith (alias Badabing) | US-amerikanische Sängerin                                 | 61    |
| 3. Dezember   | Carl Randall                           | US-amerikanischer Saxophonist und Flötist                 |       |
| 5. Dezember   | Dave Brubeck                           | US-amerikanischer Pianist und Bandleader                  | 91    |
| 6. Dezember   | Ed Cassidy                             | US-amerikanischer Schlagzeuger                            | 89    |
| 7. Dezember   | Jeni LeGon                             | US-amerikanische Tänzerin                                 | 96    |
| 8. Dezember   | Hal Schaefer                           | US-amerikanischer Pianist, Arrangeur und Filmkomponist    | 87    |
| 8. Dezember   | Günther Klatt                          | deutscher Saxophonist, Maler und Bildhauer                | 55    |
| 8. Dezember?  | Jill Walsh                             | US-amerikanische Sängerin und Songwriterin                | 47    |
| 9. Dezember   | Robert Barnes                          | US-amerikanischer Saxophonist                             | 85    |
| 12. Dezember  | Ray Briem                              | US-amerikanischer Rundfunkmoderator                       | 82    |
| 12. Dezember? | Jean-Louis Ginibre                     | französischer Autor und Redakteur des Jazz Magazine       | 79    |
| 12. Dezember  | Kurt Weil                              | Schweizer Musiker                                         | 80    |
| 13. Dezember  | Georges Bellec                         | französischer Sänger und Mitglied von Les Frères Jacques  | 94    |
| 13. Dezember  | Eddie Burns                            | US-amerikanischer Bluesmusiker                            | 84    |
| 15. Dezember  | Dick Hafer                             | US-amerikanischer Saxophonist                             | 85    |
| 19. Dezember  | Inez Andrews                           | US-amerikanische Gospelsängerin                           | 83    |
| 19. Dezember  | Ken Chaney                             | US-amerikanischer Pianist und Musikpädagoge               | 74    |
| 19. Dezember  | Jack Moore                             | US-amerikanischer Rundfunkmoderator                       | 89    |
| 20. Dezember  | Jimmy McCracklin                       | US-amerikanischer Bluesmusiker                            | 91    |
| 21. Dezember  | Italia Vaniglio                        | italienische Sängerin                                     | 86    |
| 22. Dezember  | Hans Samer                             | österreichischer Gitarrist                                | 64    |
| 24. Dezember  | Richard Rodney Bennett                 | britischer Komponist                                      | 76    |
| 24. Dezember  | Rampholo Molefhe                       | botswanischer Journalist und Autor                        | 56    |
| 24. Dezember  | Chris Robbins                          | britischer Journalist und Autor                           | 66    |
| 25. Dezember  | Juri Kravets                           | ukrainischer Akkordeonist                                 | 55    |
| 26. Dezember  | Fontella Bass                          | US-amerikanische Sängerin                                 | 72    |
| 26. Dezember  | Fred Gérard                            | französischer Trompeter                                   | 88    |
| 27. Dezember  | Augusto Bracca                         | venezolanischer Folk-Musiker                              | 94    |
| 27. Dezember  | Dottie Smith                           | US-amerikanische Sängerin                                 | 87    |
| 28. Dezember  | Jayne Cortez                           | US-amerikanische Schriftstellerin und Vokalimprovisatorin | 76    |
| 29. Dezember  | Mike Auldridge                         | US-amerikanischer Bluegrass-Musiker                       | 73    |
| 29. Dezember  | Keith Crombie                          | britischer Clubbesitzer                                   | 74    |
| 29. Dezember  | Bob Jones                              | US-amerikanischer Rundfunkmoderator (Milkman’s Matinee)   | 70    |

## Datum unbekannt
|                                  | Name                                  | Herkunft / Beruf                            | Alter | Beleg |
| -------------------------------- | ------------------------------------- | ------------------------------------------- | ----- | ----- |
| Todesmitteilung am 19. Dezember  | Charles Bell                          | US-amerikanischer Pianist                   | ≈79   |       |
| Todesmitteilung am 4. Dezember   | Colin Tipton                          | britischer Hochschullehrer                  | 72    |       |
| Todesmitteilung am 23. November  | Haja Rakotonimanga                    | madagassischer Pianist                      |       |       |
| Todesmitteilung am 19. November  | Peter Galpin                          | britischer Gitarrist                        | 62    |       |
| Todesmitteilung am 18. Oktober   | Ed Gaston                             | australischer Bassist                       | ≈83   |       |
| Todesmitteilung am 12. September | John China                            | britischer Pianist                          | 50    |       |
| Todesmitteilung am 11. September | Martin Read                           | britischer Komponist und Musikpädagoge      | 50    |       |
| Todesmitteilung am 6. September  | Jack Berry                            | US-amerikanischer Toningenieur              | 53    |       |
| Todesmitteilung am 9. August     | Günther Peschke                       | deutscher Saxophonist und Bandleader        | 62    |       |
| August                           | Franya Berkman                        | US-amerikanische Musikwissenschaftlerin     | ≈43   |       |
| August                           | Cups Nkanuka                          | Südafrikanischer Saxophonist und Bandleader | 81    |       |
| Anfang Juli                      | Dennis Scharlau                       | deutscher Fotograf                          | 32    |       |
| Mai                              | Manny Scretching (alias Nitro Deluxe) | US-amerikanischer Musiker                   | 52    |       |
| vor 14. Mai                      | „Mighty“ Joe Young                    | britischer Gitarrist und Bassist            | 80    |       |
| vor 27. April                    | Derek Bridge                          | britischer Saxophonist und Arrangeur        | ≈70   |       |
| vor 7. März                      | Lasse Hörnfeldt                       | schwedischer Saxophonist                    | 71    |       |
| März                             | Jalal Zolfonoun                       | iranischer Setâr-Spieler                    | 74    |       |
| Februar                          | Eivin One Pedersen                    | norwegischer Akkordeonist und Pianist       | ≈55   | [ 1 ] |
| vor 2. März                      | Eddie Fritz                           | US-amerikanischer Pianist                   | 70    |       |
| vor 25. Februar                  | Nomvula Motsa                         | Radiomoderatorin aus Eswatini               |       |       |
| Januar                           | A. J. Mantas                          | US-amerikanischer Vibraphonist              |       |       |
| vor 29. Januar                   | Wally Wrightman                       | australischer Bassist und Sänger            | 77    |       |
| vor 28. Januar                   | Edwin „Rocky“ Wynder                  | US-amerikanischer Saxophonist               | 83    |       |
| vor 9. Januar                    | Denis Van Hecke                       | belgischer Cellist                          |       |       |